# Salgótarjáni járás
A Salgótarjáni járás Nógrád vármegyéhez tartozó járás Magyarországon, amely 2013-ban jött létre. Székhelye Salgótarján. Területe 525,23 km², népessége 64 504 fő, népsűrűsége pedig 123 fő/km² volt 2013. elején. 2013. július 15-én egy város (Salgótarján) és 28 község tartozott hozzá.
A Salgótarjáni járás 1983-ig, a járások általános megszüntetéséig is létezett, ezen a néven 1913-tól. Korábbi neve Füleki járás volt, de székhelye az állandó járási székhelyek kijelölése (1886) óta mindvégig Salgótarján volt.

## Települései
| Település      | Rang (2013. július 15.)         | Közös hivatal  | Kistérség (2013. január 1.) | Népesség (2013. január 1.) | Terület (km²) |
| -------------- | ------------------------------- | -------------- | --------------------------- | -------------------------- | ------------- |
| Salgótarján    | megyeszékhely megyei jogú város |                | Salgótarjáni                | 37 199                     | 100,83        |
| Bárna          | község                          | Mátraszele     | Salgótarjáni                | 1 081                      | 15,39         |
| Cered          | község                          | Cered          | Salgótarjáni                | 1 122                      | 38,58         |
| Egyházasgerge  | község                          | Mihálygerge    | Salgótarjáni                | 741                        | 15,37         |
| Etes           | község                          | Etes           | Salgótarjáni                | 1 429                      | 15,8          |
| Ipolytarnóc    | község                          | Mihálygerge    | Salgótarjáni                | 452                        | 13,66         |
| Karancsalja    | község                          | Karancsalja    | Salgótarjáni                | 1 557                      | 12,54         |
| Karancsberény  | község                          | Karancslapujtő | Salgótarjáni                | 884                        | 23,14         |
| Karancskeszi   | község                          | Karancsalja    | Salgótarjáni                | 1 905                      | 31,7          |
| Karancslapujtő | község                          | Karancslapujtő | Salgótarjáni                | 2 651                      | 19,35         |
| Karancsság     | község                          | Ságújfalu      | Salgótarjáni                | 1 242                      | 21,39         |
| Kazár          | község                          | Kazár          | Salgótarjáni                | 1 870                      | 30,39         |
| Kisbárkány     | község                          | Lucfalva       | Bátonyterenyei              | 194                        | 8,03          |
| Kishartyán     | község                          | Ságújfalu      | Salgótarjáni                | 536                        | 8,95          |
| Litke          | község                          | Mihálygerge    | Salgótarjáni                | 885                        | 18,16         |
| Lucfalva       | község                          | Lucfalva       | Bátonyterenyei              | 631                        | 14,1          |
| Márkháza       | község                          | Lucfalva       | Bátonyterenyei              | 252                        | 6,31          |
| Mátraszele     | község                          | Mátraszele     | Salgótarjáni                | 984                        | 16,97         |
| Mihálygerge    | község                          | Mihálygerge    | Salgótarjáni                | 595                        | 11,06         |
| Nagybárkány    | község                          | Lucfalva       | Bátonyterenyei              | 673                        | 8,84          |
| Nagykeresztúr  | község                          | Lucfalva       | Bátonyterenyei              | 247                        | 8,2           |
| Rákóczibánya   | község                          | Kazár          | Salgótarjáni                | 677                        | 4,57          |
| Ságújfalu      | község                          | Ságújfalu      | Salgótarjáni                | 1 059                      | 12,03         |
| Sámsonháza     | község                          | Lucfalva       | Bátonyterenyei              | 270                        | 12,71         |
| Somoskőújfalu  | község                          |                | Salgótarjáni                | 2 280                      | 2,33          |
| Sóshartyán     | község                          | Etes           | Salgótarjáni                | 955                        | 12,14         |
| Szilaspogony   | község                          | Cered          | Salgótarjáni                | 296                        | 14,4          |
| Vizslás        | község                          | Mátraszele     | Salgótarjáni                | 1 347                      | 10,12         |
| Zabar          | község                          | Cered          | Salgótarjáni                | 490                        | 18,17         |